# Salar de Chalviri
Der Salar de Chalviri ist eine Salztonebene im äußersten Südwesten Boliviens. Er liegt im Municipio San Pablo de Lípez, das zur Provinz Sur Lípez im Departamento Potosí gehört. Der Salar de Chalviri liegt auf dem Altiplano auf einer Höhe von etwa 4400 m in der Reserva Nacional de Fauna Andina Eduardo Avaroa. Von Süden ragt der Cerro Boratera in den Salar de Chalviri, südlich angrenzend daran liegt die Salvador-Dalí-Wüste. Am Westrand des Salares, in der Siedlung Chalviri, existieren heiße Quellen, deren Wasser für ein kleines Thermalbad genutzt wird und das einen See auf einem Teil der Oberfläche der Salzpfanne bildet, die Laguna Chalviri. Die nächstgelegenen Ortschaften sind Peña Barrosa und Quetena Grande in einer Entfernung von 30 bzw. 40 Kilometern in nordnordöstlicher Richtung.